# Szécsényi járás
A Szécsényi járás Nógrád vármegyéhez tartozó járás Magyarországon, amely 2013-ban jött létre. Székhelye Szécsény. Területe 285,26 km², népessége 19 537 fő, népsűrűsége pedig 68 fő/km² volt 2013. elején. 2013. július 15-én egy város (Szécsény) és 13 község tartozott hozzá.
A Szécsényi járás a járások 1983. évi megszüntetése előtt is létezett, 1978-ig, és székhelye az állandó járási székhelyek kijelölése (1886) óta mindvégig Szécsény volt.

## Települései
| Település       | Rang (2013. július 15.) | Közös hivatal | Kistérség (2013. január 1.) | Népesség (2013. január 1.) | Terület (km²) |
| --------------- | ----------------------- | ------------- | --------------------------- | -------------------------- | ------------- |
| Szécsény        | járásszékhely város     | Szécsény      | Szécsényi                   | 5 999                      | 45,83         |
| Endrefalva      | község                  | Endrefalva    | Szécsényi                   | 1 238                      | 13,23         |
| Hollókő         | község                  | Szécsény      | Szécsényi                   | 329                        | 5,18          |
| Ludányhalászi   | község                  | Ludányhalászi | Szécsényi                   | 1 496                      | 21,19         |
| Magyargéc       | község                  | Nagylóc       | Szécsényi                   | 899                        | 12,35         |
| Nagylóc         | község                  | Nagylóc       | Szécsényi                   | 1 591                      | 39,12         |
| Nógrádmegyer    | község                  | Rimóc         | Szécsényi                   | 1 716                      | 22,77         |
| Nógrádsipek     | község                  | Varsány       | Szécsényi                   | 698                        | 20,13         |
| Nógrádszakál    | község                  | Ludányhalászi | Szécsényi                   | 636                        | 18,79         |
| Piliny          | község                  | Ludányhalászi | Szécsényi                   | 589                        | 16,04         |
| Rimóc           | község                  | Rimóc         | Szécsényi                   | 1 841                      | 29,25         |
| Szalmatercs     | község                  | Endrefalva    | Salgótarjáni                | 441                        | 7,58          |
| Szécsényfelfalu | község                  | Endrefalva    | Szécsényi                   | 418                        | 8,22          |
| Varsány         | község                  | Varsány       | Szécsényi                   | 1 646                      | 25,58         |